# Roscoe Mitchell

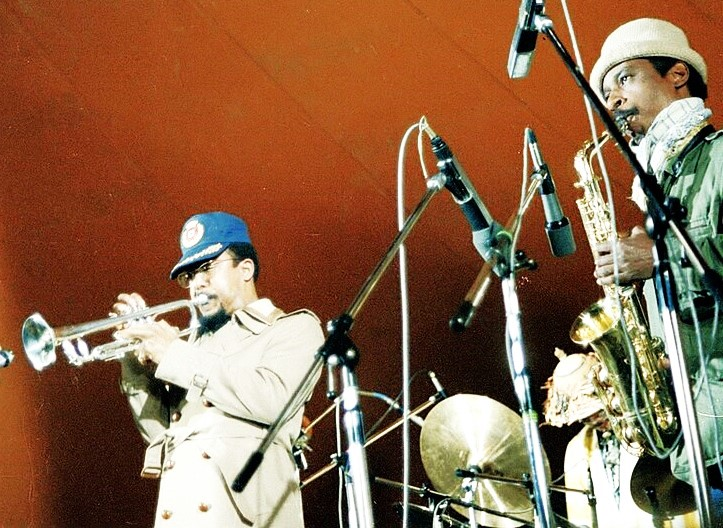
The Art Ensemble of Chicago – od lewej: Lester Bowie, Don Moye i Roscoe Mitchell, 1978

Roscoe Mitchell (ur. 3 sierpnia 1940 w Chicago) – afroamerykański muzyk jazzowy, multiinstrumentalista, kompozytor, bandlider i edukator. Jeden z najważniejszych przedstawicieli awangardy jazzowej. Laureat NEA Jazz Masters Award 2020. 

## Życiorys
Wychował się w rodzinie, w której słuchano różnych rodzajów muzyki. Mając dwanaście lat, zaczął grać na klarnecie. Jazzem zainteresował go starszy brat – Norman. W Englewood High School kontynuował naukę gry na klarnecie.
W końcu lat 50. służył w U.S. Army. Tam poznał saksofonistę Rubina Coopera, który wprowadzał go w tajniki jazzu i gry na saksofonie. Po przeniesieniu do Heidelbergu w Niemczech grał w orkiestrze wojskowej, m.in. razem z Albertem Aylerem, saksofonistą tenorowym, współtwórcą free jazzu. Wtedy również pobierał lekcje instrumentu u pierwszego klarnecisty heidelberskiej orkiestry symfonicznej. W 1961 po zwolnieniu z wojska powrócił do Chicago i zaczął występować ze studentami z Wilson Junior College: kontrabasistą Malachaiem Favorsem oraz saksofonistami Josephem Jarmanem, Henrym Threadgillem i Anthonym Braxtonem. Oprócz tego słuchał nowoczesnego jazzu w wykonaniu Johna Coltrane’a i Ornette Colemana. W tym czasie również poszerzał wykształcenie pod skrzydłami pianisty i kompozytora Muhala Richarda Abramsa. W 1962 zaczął grać w jego nowo sformowanej The Experimental Orchestra.
W 1965 został jednym z pierwszych członków powołanej w tym samym roku organizacji non-profit – The Association for the Advancement of Creative Musicians (AACM). Jej cele uwzględniały pomoc w tworzeniu przez Afroamerykanów nowych wartości muzycznych, oraz rozwój nowatorskich idei w zakresie: dźwięku, brzmienia, kolektywnej współpracy, techniki instrumentalnej, aranżacji, praktyki wykonawczej tudzież związku kompozycji z improwizacją. AACM miała także podejmować działania intermedialne. W 1966 razem z jej członkami: Favorsem, trębaczem Lesterem Bowiem, saksofonistą tenorowym Kalaparushą Maurice’em McIntyre’em, puzonistą Lesterem Lashleyem i perkusistą Alvinem Fielderem nagrał swój pierwszy album, pt. Sound. Płyta została zrecenzowana jako „dogłębne badanie interakcji dźwięku i ciszy, wykorzystujące tak niekonwencjonalne środki, jak spontaniczna, zbiorowa improwizacja, prowizoryczne instrumentarium perkusyjne (zabawki, dzwonki i trąbki rowerowe, niepotrzebne lub znalezione przedmioty, itp.) oraz hałas niemuzyczny”. Zawarty na płycie materiał odchodził od ekstrawertycznej twórczości nowojorskich przedstawicieli free jazzu i jednocześnie wskazywał drogę ku nowym formom interpretacji muzyki opartej na jazzie.
Od 1967 wraz z Bowiem, Favorsem i okazjonalnie – Jarmanem występował jako The Roscoe Mitchell Art Ensemble. Następnie nazwa została zmieniona na The Art Ensemble, żeby ostatecznie ukonstytuować się jako The Art Ensemble of Chicago (AECO). W zespole przez krótki okres grał także perkusista Phillip Wilson, który jednak wybrał pracę w bluesbandzie Paula Butterfielda. W 1969 formacja The Art Ensemble of Chicago wyjechała do Europy. Jej dynamiczne występy, nieortodoksyjne instrumentarium, inspirowane folklorem afrykańskim stroje i pomalowane w plemienne wzory twarze spotkały się z gorącym przyjęciem publiczności i krytyków (Bowie przeważnie występował przebrany za lekarza ze stetoskopem lub maseczką na szyi). Odnoszone sukcesy skłoniły grupę do pozostania na Starym Kontynencie. Dużo nagrywała, głównie we Francji. Po odejściu Wilsona zespół działał bez perkusisty. Mitchell wtedy stwierdził, że „rozwinęli się do tego stopnia, żeby samemu tworzyć warstwy perkusyjne”. Niemniej w Paryżu zaangażował do zespołu perkusistę – Dona Moye.
Razem z kolegami powrócił do kraju w 1971. Przez trzy lata grał w Chicago w różnych konfiguracjach. W 1974 założył grupę The Creative Arts Collective o profilu nawiązującym do założeń muzycznych AACM. Zespół miał siedzibę w East Lansing i często występował na miejscowym Uniwersytecie Stanu Michigan. Utworzył także jego „odgałęzienie” – formację The Sound Ensemble, w której grali m.in. trębacz Hugh Ragin, kontrabasista i gitarzysta basowy Jaribu Shahid oraz perkusista Tani Tabbal.
Niezmiennie, choć z przerwami i w różnych składach, występował też i nagrywał z The Art Ensamble of Chicago. Grupa została nazwana „najbardziej cenionym zespołem jazzowym dwóch dekad”. Wystąpiła również w Warszawie w 1982 i 1991. W latach 70. regularnie wygrywała w różnych zestawieniach, m.in. dorocznym plebiscycie krytyków prestiżowego miesięcznika „DownBeat”. W 1999 wraz z pozostałymi członkami zespołu bardzo przeżył śmierć Bowiego. Nie powołał nikogo na jego miejsce. „Tego nie można zrobić” – powiedział. Mimo poniesionej straty grupa kontynuowała działalność.
W latach 90. zaczął eksperymentować z muzyką klasyczną przy współpracy z kompozytorką Pauline Oliveros, śpiewakiem Thomasem Bucknerem i pianistą free jazzowym Borahem Bergmanem. Z Bucknerem i Bergmanem utworzył Trio Space, które później przekształciło się w zespół Space. W 1992 razem ze starymi i nowymi współpracownikami założył formację Note Factory, będącą kontynuacją The Sound Ensemble.
Oprócz działalności na niwie wykonawczo-twórczej, zajmował się również nauczaniem muzyki. W swojej pracy edukacyjnej propagował koncepcję równoczesnego studiowania kompozycji i improwizacji, żeby podczas improwizacji móc myśleć jak kompozytor. Nazywał to „kompozycją w czasie rzeczywistym”. Wykładał na uniwersytetach Illinois i Wisconsin-Madison oraz w California Institute of the Arts. Od 2007 do 2019 nauczał w Mills College w kalifornijskim Oakland, jednocześnie pełniąc funkcję kierownika katedry kompozycji, którą w przeszłości zawiadywał Darius Milhaud.
Przez długi czas mieszkał w Madison w stanie Wisconsin. Obecnie zamieszkuje w Oakland. Za swoje dokonania był wielokrotnie nagradzany.

## Wybrana dyskografia
- 1966 Sound (Delmark Records)
- 1968 Congliptious – The Roscoe Mitchell Art Ensemble (Nessa Records)
- 1974 The Roscoe Mitchell Solo Saxophone Concerts (Sackville Recordings)
- 1975 Old/Quartet (Nessa)
- 1977 Nonaah (Nessa)
- 1978 Roscoe Mitchell Duets with Anthony Braxton (Sackville)
- 1986 Roscoe Mitchell and the Sound and Space Ensembles (Black Saint)
- 1987 Four Compositions (Lovely Music, Ltd.)
- 1991 Songs in the Wind (Les Disques Victo)
- 1993 Roscoe Mitchell New Chamber Ensemble – Pilgrimage (Lovely Music, Ltd.)
- 1995
  - Borah Bergman/Roscoe Mitchell with Thomas Buckner – First Meeting (Knitting Factory Works)
  - Roscoe Mitchell – Hey Donald (Delmark)
- 1997 Sound Songs (Delmark) – 2 CD
- 2001 Roscoe Mitchell & Thomas Buckner – 8 O’Clock – Two Improvisations (Mutable Music)
- 2012 Art Ensamble – Early Combinations (Nessa)

Z The Art Ensamble of Chicago
- 1969
  - The Art Ensemble of Chicago – A Jackson in Your House (BYG Records)
  - Tutankhamun (Freedom Records)
  - The Spiritual (Freedom)
  - People in Sorrow (Pathé Records)
  - Message to Our Folks (BYG)
  - Reese and the Smooth Ones (BYG)
  - Eda Wobu (JMY Records)
- 1970
  - Certain Blacks (America Records)
  - Les Stances a Sophie (Pathé Records) – soundtrack
- 1971
  - Art Ensemble of Chicago with Fontella Bass (America)
  - Phase One (America)
- 1972
  - Chi-Congo (Decca)
  - Art Ensemble of Chicago – Live at Mandel Hall (Delmark)
- 1973
  - Go Home (Galloway Records)
  - Bap-Tizum (Atlantic)
  - Fanfare for the Warriors (Atlantic)
- 1974 Art Ensemble of Chicago – Live in Paris (BYG)
- 1978 Kabalaba – Live at Montreux Jazz Festival (AECO Records)
- 1979 Nice Guys (ECM)
- 1980 Full Force (ECM)
- 1981 Among the People (Praxis)
- 1985 The Third Decade (ECM)
- 1986 Naked (DIW)
- 1987 Ancient to the Future (DIW)
- 1988 The Complete Live in Japan (DIW)
- 1989 The Alternate Express (DIW)
- 1990
  - Art Ensemble of Chicago with Amabutho – Art Ensemble of Soweto – America-South Africa (DIW)
  - Art Ensemble Of Chicago & Lester Bowie’s Brass Fantasy – Live at the 6th Tokyo Music Joy ’90 (DIW)
- 1991
  - Art Ensemble of Chicago with Cecil Taylor – Thelonious Sphere Monk – Dreaming of the Masters, Vol. 2 (DIW)
  - Live in Berlin (West Wind Records) – 2 CD
  - Dreaming of the Masters Suite (DIW)
- 1993 Art Ensemble of Chicago Salutes the Chicago Blues Tradition (AECO) – 2 CD
- 1998 Coming Home Jamaica (Atlantic)
- 2003
  - Tribute to Lester (ECM)
  - Urban Magic (Musica Jazz)
  - Reunion (Il Manifesto)
  - The Meeting (Pi Recordings)
- 2004 Sirius Calling (Pi)
- 2006 Non-Cognitive Aspects of the City – Live at the Iridium (Pi)
- 2007 Fundamental Destiny – Live at the Frankfurt, Germany Jazz Festival with Don Pullen (AECO)
- 2019 We Are On the Edge (Pi) – 2 CD
- 2023 Art Ensemble Of Chicago – The Sixth Decade – From Paris to Paris – Live at Sons D’Hiver (RogueArt) – 2 CD

Zestawienie wg dat wydania płyt